# FEC沖縄○○バラエティー
『FEC沖縄○○バラエティー』（エフイーシーおきなわまるまるバラエティー）は、沖縄テレビで放送されていたバラエティ番組。
沖縄県のお笑い演芸集団・FECが出演していた深夜番組で、番組は彼らの名をタイトルに冠していた。2006年7月7日から同年9月まで第1シリーズが、2007年5月4日から同年9月28日まで石川愛理を秘書役に迎えた第2シリーズが放送された。いずれも放送時間は毎週金曜 25:20 - 25:50。
2007年6月からは、スカパー!e2のインターローカルTVでも約1か月遅れで放送されていた。

## 番組内容

### 第1シリーズ
FECの芸人たちが沖縄にある「○○なもの」にスポットを当て、それらについて調べた結果を発表していくという流れだった。

### 第2シリーズ
毎回FECの芸人たちが「沖縄＝○○」「沖縄と言えば絶対に○○だぁ！」をコンセプトにした企画会議を行い、1つのテーマを決めて番組を進行。また、決めたテーマに沿った内容のショートコントも行っていた。番組タイトルの「○○」の部分には、各回の企画会議で挙がったテーマを入れていた。FECの芸人たちだけでは解決できない問題については、そのテーマの先駆者とされる者（大学教授など）に「FEC解決取材班」と称して取材をし、肉体と頭脳を駆使して問題を紐解いていた。
取材コーナーの合間には、FECの芸人たちが沖縄本島にあるそば屋を南から北まで北上していきながら順に回っていくコーナーがあったが、このコーナーのルールは「自分たちのサインを書いた色紙をお店に飾ること」であり、それを達成できないと行った先のそば屋を「制覇」したとは見做されなかった。

## DVD
- 沖縄○○バラエティ（2008年5月21日発売、イズム） - 第2シリーズの内容を収録。